# 20098 Shibatagenji
20098 Shibatagenji este o planetă minoră (asteroid), cu un diametru de 18,003 km, din centura de asteroizi. A fost descoperită pe 24 noiembrie 1994 la Kitami Observatory⁠(d) de Kin Endate. 
Obiectul prezintă o orbită caracterizată de o semiaxă mare de 2,7770692 UAi, o excentricitate de 0,17, o înclinație de 10,27821 ° în raport cu ecliptica.